# OmegaT
OmegaT는 자바 프로그래밍 언어로 개발된 컴퓨터 보조 번역 도구이다. 2000년에 케이스 갓프리가 처음으로 개발한 자유 소프트웨어이며 지금은 아론 매들런-케이가 주도하는 팀에 의해 개발되고 있다.
OmegaT는 전문 번역가를 위해 개발되었다. 정규 표현식, 퍼지 매칭과 매치 프로퍼게이션이 있는 번역 메모리, 상용구 매칭, 사전 매칭, 번역 메모리 및 참고 문헌 검색, Hunspell 스펠링 사전을 이용한 줄 내 철자 검사를 기능으로 포함하고 있다.
OmegaT는 리눅스, macOS, 마이크로소프트 윈도우, 솔라리스에서 구동되며 자바 8이 필요하다. 27개 언어로 이용이 가능하다. 458명의 전문 번역가들을 대상으로 한 2010년 조사에 따르면 OmegaT는 Wordfast, Déjà Vu, MemoQ 대비 1/3만큼 사용되고 있다.

## 같이 보기
- 번역 메모리
- 컴퓨터 보조 번역

### 사용자 지원
- omegat-users@lists.sourceforge.net – Multilingual user support mailing list (archives publicly visible)